# 科爾孫 (頓內茨克州)
科爾孫（烏克蘭語：Корсунь）是烏克蘭頓涅茨克州霍尔利夫卡区叶纳基耶韦市镇内的鎮。距離頓涅茨克39公里，海拔高度148米，2013年該市級鎮人口2,659。